# Воровиці-Вироби
Воровиці-Вироби (пол. Worowice-Wyroby) — село в Польщі, у гміні Старожреби Плоцького повіту Мазовецького воєводства.
Населення — 85 осіб (2011).
У 1975-1998 роках село належало до Плоцького воєводства.

## Демографія
Демографічна структура станом на 31 березня 2011 року:
|          | Загалом | Допрацездатний вік | Працездатний вік | Постпрацездатний вік |
| -------- | ------- | ------------------ | ---------------- | -------------------- |
| Чоловіки | 38      | 6                  | 29               | 3                    |
| Жінки    | 47      | 7                  | 32               | 8                    |
| Разом    | 85      | 13                 | 61               | 11                   |